# Hautefontaine
Hautefontaine – miejscowość i gmina we Francji, w regionie Hauts-de-France, w departamencie Oise.
Według danych na rok 1990 gminę zamieszkiwało 251 osób, a gęstość zaludnienia wynosiła 45 osób/km² (wśród 2293 gmin Pikardii Hautefontaine plasuje się na 748. miejscu pod względem liczby ludności, natomiast pod względem powierzchni na miejscu 820.).